# Ермаковский (Волгоградская область)
Ермаковский — хутор в Кумылженском районе Волгоградской области России. Входит в состав Слащёвского сельского поселения. Фактически — урочище.

## География
Расположен в западной части региона, в лесостепи, в пределах Хопёрско-Бузулукской равнины, являющейся южным окончанием Окско-Донской низменности, возле р. Едовля.
Абсолютная высота 68 метров над уровнем моря.

## История
В Области Войска Донского хутор входил в юрт станицы Вёшенской. В 1890 году на хуторе была построена деревянная Пантелеймоновская церковь. Её священником с 1891 года был Фомин Иван Михайлович. В советское время, в 1938 году, была разобрана.

## Население
| 2010 |
| ---- |
| 0    |

## Инфраструктура
Было развито личное подсобное хозяйство.
Имеются просёлочные дороги.